# DO NOT
「DO NOT」(ドゥ・ノット)は藤井フミヤの12枚目のシングル。
1997年5月7日にポニーキャニオンからリリースされた。

## 概要
「DO NOT」はフジテレビドラマ『ミセスシンデレラ』主題歌。アルバム『PURE RED』の先行シングル。

## 収録曲
全曲作詞：藤井フミヤ　編曲：富田素弘
1. DO NOT (4:45)
作曲：水政創史郎
2. MY TYPE (4:12)
作曲：藤井尚之
3. DO NOT (instrumental) (4:45)
4. MY TYPE (instrumental) (4:07)

## 収録アルバム
- PURE RED (#1,2)
- シングルス (#1)